# Popovac (Čelinac)
Popovac (szerbül: Поповац), település Bosznia-Hercegovinában, a Bosanska Krajina keleti részén, Čelinac községben, a Szerb Köztársaságban. 

## Fekvése
A település Bosznia-Hercegovina északi részén, Banja Lukától légvonalban 12, közúton 27 km-re délkeletre, községközpontjától légvonalban 6, közúton 11 km-re délnyugatra, a Vrbanja bal oldali mellékvize, a Tovladić-patak forrásvidékén, 350-700 méteres tengerszint feletti magasságban fekszik. Három fő településrésze Donji, Srednji és Gornji Popovac.

## Népessége

### A település népessége
| Nemzetiségi csoport | Népesség 1991 | Népesség 2013 |
| ------------------- | ------------- | ------------- |
| Szerb               | 303           | 155           |
| Bosnyák             | 0             | 0             |
| Horvát              | 0             | 0             |
| Jugoszláv           | 1             | 0             |
| Egyéb               | 2             | 0             |
| Összesen            | 306           | 155           |

## Története
A település 1878-ig tartozott az Oszmán Birodalomhoz, ekkor a berlini kongresszus határozata alapján az Osztrák-Magyar Monarchia része lett. 1879-ben az első osztrák-magyar népszámlálás során a Banja Luka-i járáshoz tartozó településnek 33 háztartása és 251 ortodox lakosa volt. 1910-ben a Kotor Varoš-i járáshoz tartozó településen 45 háztartást és 328 ortodox lakost találtak. A monarchia szétesésével 1918-ban előbb a Szerb-Horvát-Szlovén Királyság, majd 1929-től a Jugoszláv Királyság része. 1921-ben a településnek 329 ortodox  lakosa volt. Az 1929-es törvény értelmében, amikor Bosznia-Hercegovinát négy banovinára, Drinskára, Vrbaskára, Zetskára és Primorskára osztották, a település a Vrbaska banovina része lett, amelynek székhelye Banja Luka volt Jugoszlávia megszállása után a Független Horvát Állam (NDH) része lett. 
A daytoni békeszerződést követő területfelosztásnál a település Čelinac község részeként a Szerb Köztársaság területéhez került. 